# 12 Gauge (rapper)
Isiah Pinkney, được biết đến với nghệ danh 12 Gauge, là một rapper người Mỹ đến từ Georgia.
Anh ấy bắt đầu với tư cách là một DJ, và chuyển sang đọc rap vào đầu những năm 1990, phát hành ba album dài. Anh được biết đến với đĩa đơn duy nhất trong top 40 "Dunkie Butt ", đạt vị trí thứ 28 trên Billboard Hot 100 và giành được chứng nhận vàng.

## Danh sách đĩa nhạc
- 12 Gauge (Scotti Bros., 1994) US Billboard 200 đạt vị trí #141, US R&B đạt #44[2]
- Let Me Ride Again (Scotti Bros., 1995)
- Freaky One (Roadrunner Records, 1998)

## Đĩa đơn
- "Dunkie Butt (Please Please Please)" - Billboard Hot 100 đạt #28, Hot Rap Singles đạt #3[3]